# Szunzsai járás (Csecsenföld)

A Szunzsai járás Csecsenföldön

A Szunzsai járás (oroszul Сунженский район, csecsen nyelven Соьлжан кIошта) Oroszország egyik járása Csecsenföldön. Nyugat-Csecsenföldön található. Székhelye Szernovodszkaja.

## Népesség
- 2002-ben 20 108 lakosa volt, melyből 19 660 csecsen (97,8%), 199 orosz, 174 ingus, 7 ukrán, 1 avar, 1 örmény.
- 2010-ben 20 989 lakosa volt, melyből 20 794 csecsen, 78 orosz, 61 ingus stb.